# Menetia concinna
Menetia concinna — вид сцинкоподібних ящірок родини сцинкових (Scincidae). Ендемік Австралії.

## Поширення і екологія
Menetia concinna мешкають в басейні Алігаторових річок на заході півострова Арнемленд на Північній Території. Вони живуть в евкаліптових рідколіссях, серед лісової підстилки.